# Panulirus pascuensis
Espèce
Synonymes
- Palinurus paschalis Holthuis, 1972

Statut de conservation UICN

 DD  : Données insuffisantes
Panulirus pascuensis est une espèce de crustacés décapodes de la famille des Palinuridae.
Cette langouste se rencontre dans l'océan Pacifique autour de l'île Pitcairn, de l'île de Pâques et des îles Australes de la Polynésie française. En anglais comme en espagnol, elle est appelée « langouste de l'île de Pâques » (Easter Island spiny lobster et langosta de Isla de Pascua).